# Vienne-le-Château
Vienne-le-Château település Franciaországban, Marne megyében. Lakosainak száma 515 fő (2022. január 1.). Vienne-le-Château Binarville, Boureuilles, Lachalade, Montblainville, Florent-en-Argonne, Moiremont, Saint-Thomas-en-Argonne, Servon-Melzicourt, Vienne-la-Ville és Varennes-en-Argonne községekkel határos.

## Népesség
A település népessége az elmúlt években az alábbi módon változott:
| Lakosok száma | 550  | 565  | 609  | 597  | 531  | 525  | 520  | 517  | 516  | 515  |
|               | 1968 | 1982 | 1990 | 2006 | 2013 | 2015 | 2017 | 2019 | 2020 | 2022 |